# Ján Šipeky
Ján Šipeky (Levice, Regió de Nitra, 2 de gener de 1973) és un ciclista eslovac, ja retirat, que fou professional del 2001 al 2011. De la seva carrera destaca la victòria a la Volta al Marroc del 2006.

## Palmarès
- 2001
  -  Campió d'Eslovàquia en contrarellotge per equips
- 2002
  -  Campió d'Eslovàquia en contrarellotge per equips
- 2005
  - Vencedor d'una etapa de la Volta a Egipte
- 2006
  - 1r a la Volta al Marroc
- 2007
  - 1r al Gran Premi de Xarm al xeic
- 2008
  - Vencedor d'una etapa de la Volta a Líbia